# Parmelia hygrophila
Parmelia hygrophila är en lavart som beskrevs av Goward & Ahti. Parmelia hygrophila ingår i släktet Parmelia och familjen Parmeliaceae.   Inga underarter finns listade i Catalogue of Life.